# Patrick Bourgeois
Pour le musicien, voir Les BB.
Patrick Bourgeois, né à Baie-Comeau en 1974 est un journaliste et un militant indépendantiste Québécois. Il a fondé et dirigé le journal Le Québécois, un journal alternatif prônant l'indépendance du Québec. Il a aussi dirigé le Réseau de résistance du Québécois. Il a siégé sur le conseil national du parti indépendantiste Option nationale.
Il a réorienté sa carrière vers l'animalier. En 2015, il a remporté la bourse Canal D attribuée lors des Rencontres internationales du documentaire de Montréal. Il a ainsi réalisé un premier documentaire animalier concernant le Saint-Laurent marin en 2017. Le film est diffusé sur les ondes de Canal D en avril 2018.

## Éducation
Patrick Bourgeois est détenteur d'un certificat en journalisme et d'un certificat en enseignement collégial, d'un baccalauréat et d'une maîtrise en histoire, tous de l'Université Laval. Il a aussi complété sa scolarité au doctorat en sciences politiques à l'Université Laval. Il est instructeur de plongée sous-marine et détenteur d'un certificat en réalisation documentaire de l'Institut national de l'image et du son (INIS).

## Publications
Patrick Bourgeois est l'auteur de six essais publiés aux Éditions du Québécois et aux Éditions des Intouchables. Il est aussi l'auteur de nombreux articles dans le journal dont il est le rédacteur, Le Québécois.
- Québec bashing. Du lac Meech à la délirante Jan Wong!
- Nos ennemis, les médias
- Le Canada, un État colonial!
- We are Québécois When ça nous arrange, 2005  (ISBN 978-2895491927)
- Résister. 10 ans de textes en faveur de l'indépendance du Québec
- Québec profond. Splendeurs du fleuve-mer.